# 2022 في قطر
الأحداث في سنة 2022 في قطر.

## شاغلي المناصب
- أمير قطر - تميم بن حمد آل ثاني

## الأحداث
مستمر - جائحة كوفيد-19 في قطر
- 9 يناير - أعلنت قطر عن تسجيل 3487 حالة إصابة جديدة بفيروس كوفيد-19 خلال الـ24 ساعة الماضية, ليصل إجمالي الحالات المؤكدة على مستوى البلاد إلى 266.344 حالة.[1]
- 30 يناير - بدأت قطر بإعطاء لقاح فايزر-بيونتيك المضاد لكوفيد-19 للأطفال الذين تتراوح أعمارهم بين 5 و11 عامًا. ويأتي ذلك بعد موافقة وزارة الصحة العامة على استخدام اللقاح لهذه الفئة العمرية.[2]
- 27 فبراير - كشفت وكالة أسوشيتد برس أن قطر, الدولة المضيفة لكأس العالم, دفعت أكثر من 10 ملايين دولار أمريكي لـ"مشروع ريفربد", وهي حملة تأثير سرية أدارتها شركة عميل سابق في وكالة المخابرات المركزية الأمريكية بين عامي 2012 و2014, بهدف تحييد انتقادات ثيو زوانزيجر[الإنجليزية] لعملية صنع القرار في الاتحاد الدولي لكرة القدم (فيفا) بشأن عرض قطر لاستضافة البطولة, والذي اتهمه زوانزيجر بالفساد.[3]
- 28 فبراير - أوقف الاتحاد الدولي لكرة القدم (الفيفا) والاتحاد الأوروبي لكرة القدم (يويفا) جميع أندية كرة القدم الروسية عن المشاركة في المسابقات الدولية, كما حظرا على المنتخب الوطني الروسي لكرة القدم المشاركة في كأس العالم لكرة القدم 2022 في قطر.[4]
- 10 مارس - أعلن الرئيس الأمريكي جو بايدن عن تعيين قطر حليفًا رئيسيًا خارج حلف شمال الأطلسي (الناتو) وأعلن عن نيته تعيين كولومبيا بنفس الوضع.[5]
- 25 مارس – ألغت وزارة الخارجية الأمريكية الاجتماعات مع قيادة طالبان في الدوحة، قطر, والتي كانت تتناول الاقتصاد الأفغاني, ردًا على منع طالبان للفتيات في المدارس الثانوية من العودة إلى المدرسة.[6]
- 3 أبريل - قطر تحظر رموز مجتمع الميم في كأس العالم لكرة القدم 2022.[7]
- 29 يونيو - اجتمع مسؤولون من الولايات المتحدة وحركة طالبان في الدوحة، قطر, لمناقشة الأزمة الإنسانية المستمرة في أفغانستان, والتي تفاقمت بسبب الزلزال.[8]
- 8 أغسطس/آب - وقّعت حكومة تشاد وأكثر من 30 فصيلاً متمرداً ومعارضاً اتفاق سلام في محادثات بالدوحة، قطر. إلا أن جبهة التغيير والوفاق, الجماعة المتمردة الرئيسية في تشاد, رفضت الاتفاق, قائلةً إن المفاوضين لم يستجيبوا لمطالبها, والتي شملت إطلاق سراح السجناء السياسيين.[9]
- 18 أغسطس - عاد تيمان إرديمي[الإنجليزية], زعيم جماعة المتمردين التشادية "تجمع القوى من أجل التغيير" وابن شقيق الرئيس التشادي المقتول إدريس ديبي, إلى البلاد من منفاه الذي دام 17 عامًا في قطر للمشاركة في عملية السلام بين الحكومة والعديد من الجماعات المتمردة.[10]
- 22 أغسطس - وافق مجلس الوزراء الباكستاني على نشر قوات الجيش الباكستاني في قطر لتوفير الأمن لكأس العالم لكرة القدم 2022 القادمة.[11]
- 20 نوفمبر – 18 ديسمبر — كأس العالم لكرة القدم 2022

## الوفيات
- 7 مايو – عادل الملا, 51 عامًا, لاعب كرة قدم قطري (منتخب أولمبياد 1992، المنتخب الوطني)[12]
- 29 مايو – كاسيا آل ثاني, 45 عامًا, من أفراد العائلة المالكة القطرية المولودة في أمريكا.[13]